# Spåmansjordfly
Spåmansjordfly (Graphiphora augur) är en fjärilsart som beskrevs av Fabricius 1775. Spåmansjordfly ingår i släktet Graphiphora och familjen nattflyn.
Arten förekommer i Nordamerika och Eurasien. I Nordamerika från Kanada och över de flesta områdena i norra USA, i väster så långt söderut som till Kalifornien och New Mexico. I Eurasien från brittiska öarna och Skandinavien till östra Sibirien och Japan. Dess vingspann är 35–42 mm.

## Bildgalleri

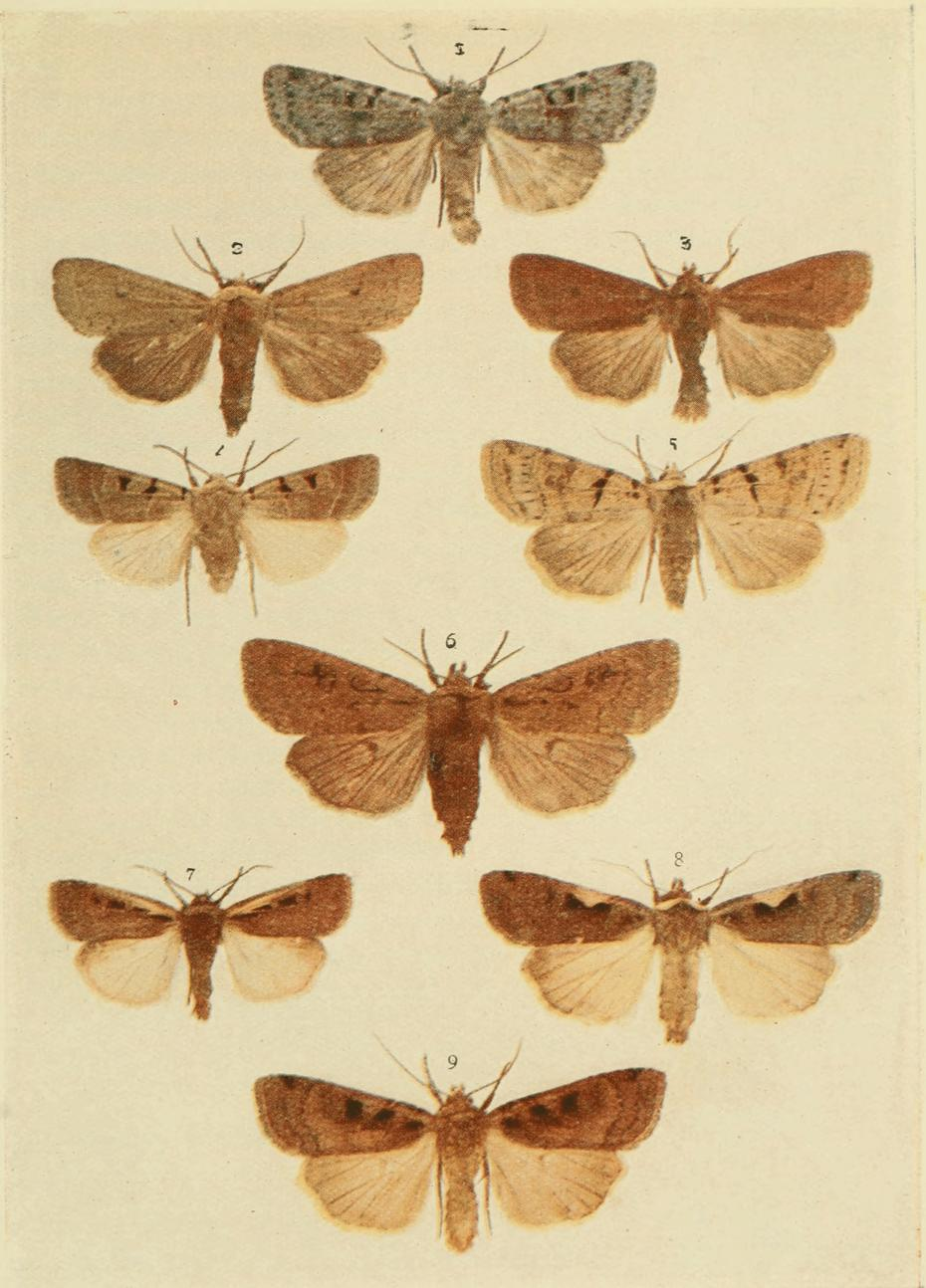
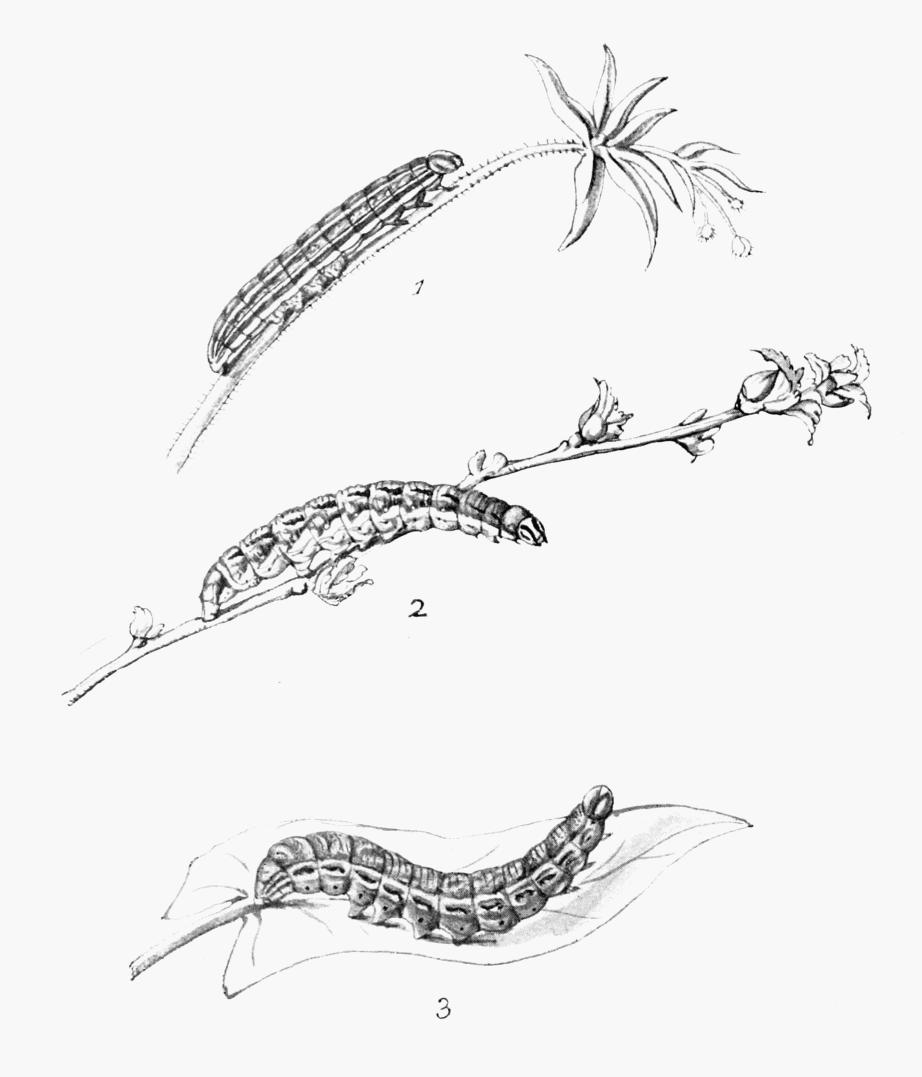